# Phtheochroa issikii
Phtheochroa issikii es una especie de polilla de la familia Tortricidae. 

## Distribución
Se encuentra en Japón.